# Eilen Jewell
Eilen Jewell es una cantautora estadounidense nacida en Boise, Idaho. Aunque suele clasificarse a Eilen entre los músicos country contemporáneos, su estilo abarca desde la música folk al rockabilly, pasando por el góspel.

## Primeros pasos y educación
Jewell nació en 1979, creció en la ciudad de Boise, Idaho, y estudió en la Universidad de Santa Fe, Nuevo México. En 2015 regresó a Boise, después de haber vivido en el área de Boston durante varios años. Su álbum Sundown Over Ghost Town, publicado en 2015, fue en gran parte inspirado por su regreso a Boise. Eilen Jewell además de ser angloparlante habla castellano. Una de las canciones del álbum "Queen of the minor key" se titula "Kalimotxo" en referencia a la popular bebida española (inspirada por el contacto con las comunidades de inmigrantes vascos en su ciudad natal).

## Carrera musical
Jewell comenzó su carrera musical tocando por las calles de Santa Fe, Nuevo México, mientras iba a la Universidad. Después se trasladó a Los Ángeles California, y tocó en las calles de Venice Beach, California.
Jewell se mudó al este de EE. UU., concretamente a Massachusetts, para más tarde recalar en Boston donde empezó a actuar en clubs locales como el Club Passim, Plough & Stars, y Johnny D's. De 2005 a 2007 Jewell tocó regularmente en el Tír na nÓg pub de Somerville, Massachusetts.
En diciembre de 2005 Jewell grabó una maqueta en directo titulada "Nowhere in Time", y tiempo después grabó el álbum "Boundary Country" con Jason Beek en la percusión, Daniel Kellar al violín, Jerry Glenn Miller en las guitarras y Johnny Sciascia en el bajo.
Su álbum Letters From Sinners & Strangers, fue grabado en el estudio Signature Sounds en Pomfret, Connecticut.
En 2008 Jewell lanzó al mercado un álbum de música gospel con una banda llamada The Sacred Shakers en la cual estaban los músicos Jason Beek, Greg Glassman, Eric Royer, Jerry Miller, Johnny Sciascia, Daniel Kellar y Daniel Fram.
A comienzos de 2009 Jewell publicó el disco Sea of Tears, que fue calificado como un "asombroso punto de inicio" por un crítico musical del Sydney Morning Herald (Australia).
En el 2010 Jewell editó el álbum Butcher Holler, un disco de versiones de la cantante country Loretta Lynn, y en 2011 sacó a la venta su cuarto disco, en esta ocasión de música y letras compuestas por ella, titulado Queen of the Minor Key.
Jewell y su banda han hecho giras por Estados Unidos, Canadá, Europa, Reino Unido y Australia. Sus canciones han sido asimismo emitidas por un incontable número de cadenas de radio o televisión de todo el mundo, como la NPR, HBO, ABC, o en España Radio 3.

## Discografía
- Boundary County (2005)
- Letters From Sinners & Strangers (2007)
- Heartache Boulevard (2007) EP
- The Sacred Shakers (Grupo paralelo) (2008)
- Sea of Tears (2009)
- Butcher Holler: A Tribute To Loretta Lynn (2010)
- Queen of the Minor Key (2011)
- Live (The Sacred Shakers) (2014)
- Live at The Narrows (2015) 2CD
- Sundown over Ghost Town (2015)
- Down Hearted Blues (2017)
- Gypsy (2019)
- Get Behind the Wheel (2023)